# Тенгинская
Тенги́нская (иногда Тангинская) — станица в Усть-Лабинском районе Краснодарского края России, образует Тенгинское сельское поселение, являясь его административным центром.

## География
Станица расположена на берегу реки Лаба (приток Кубани), в 23 км восточнее города Усть-Лабинска, где находится ближайшая железнодорожная станция.
Территория станицы занимает площадь 6997 га. На этой территории насчитывается 1138 домашних хозяйств граждан, 18 фермерских хозяйств, 27 улиц и переулков, протяжённость которых — 24,8 км. Из них 18,1 км асфальтное покрытие и 6,7 км — гравийное, что составляет 73 % и 27 % соответственно.
Мост через Лабу был построен в 2012 году, но открыт только в 2017, из-за того, что Краснодарский край не построил подъездной дороги со своей стороны вовремя. Длина моста составляет 4,4 километра, его строительство обошлось в 600 миллионов рублей.

## История
Согласно археологическим раскопкам, в 6 веке до н. э. здесь было меотское поселение, именуемое Тенгинское городище
Казачья станица была основана здесь в 1843 году.
Название своё получила от Тенгинского полка, стоявшего на этом месте во времена Кавказской войны. Первое упоминание об основании станицы имеется в приказе № 30 командира Лабинского полка.
Станица находилась на новой Лабинской линии, которую предложил построить генерал-майор Засс ещё в 1837 году. Цель переселения передового рубежа со старой Кубанской линии на реку Лабу состояла в том, что сокращалась на 140 вёрст протяжённость пограничной полосы с горцами, а число укреплений уменьшалось с 19 до 11. Кроме того, это помогло бы России поставить под свой контроль обширные и плодородные земли между Кубанью и Лабой. Новая (Лабинская) линия позволяла перенести боевые действия на земли горцев между реками Лабой и Белой.

## Население
| 2002  | 2010  | 2012  | 2013  | 2014  | 2015  | 2016  |
| ----- | ----- | ----- | ----- | ----- | ----- | ----- |
| 2854  | ↘2706 | ↘2673 | ↗2674 | ↗2695 | ↗2711 | ↘2708 |
| 2017  | 2018  | 2019  | 2020  | 2021  | 2023  |       |
| ↘2686 | ↘2638 | ↘2611 | ↘2562 | ↘2549 | ↘2520 |       |

В станице проживают жители 16 национальностей, среди которых 93 % — русские:
- русские — 2630
- украинцы — 57
- армяне — 47
- румыны — 29
- адыгейцы — 20
- немцы — 20
- грузины — 7
- чуваши, азербайджанцы, татары, башкиры, белорусы, казахи, курды, осетины ~ 25

## Экономика
Основное направление — производство продукции растениеводства и животноводства.

## Социальная сфера
Станица обеспечена централизованным водоснабжением и электроснабжением на 100 %. Газифицировано 67 % домов от общего числа, остальные 33 % обеспечиваются привозным баллонным газом.
Телефонизировано 75 % домов.
В станице имеется: Тенгинская общеобразовательная школа № 14 на 320 мест, школа-интернат № 32 на 80 мест, Дом Культуры, амбулатория, районный тубдиспансер, почтовое отделение связи, филиал Сбербанка, церковь.

## Культура, достопримечательности
- Памятник «Казачий дозор», установленный на въезде в станицу. А также несколько памятников солдатам, погибшим во время второй мировой войны.

## Названия на других языках
По мнению К. Х. Меретукова, адыгское название станицы — адыг. Тӏэсхъап (Тасхаб). Происходит оно от названия местного ручья адыг. Тӏасхъ (Тасх) и адыг. бэ — «устье», то есть «устье Тасха». По данным Дж. Кокова, адыг. Тӏасхъ — «слабое, уязвимое место», адыг. бэ — «много».